# Station Mantes-la-Jolie
Station Mantes-la-Jolie is een spoorwegstation in Frankrijk. Het ligt in de Franse gemeentes Mantes-la-Jolie, Mantes-la-Ville en Buchelay, op 50 km ten westen van het centrum van Parijs. Het station ligt aan de spoorlijn Paris-Saint-Lazare - Le Havre, op kilometerpunt 57,275 van die lijn. Het is ook het beginstation in het oosten van de spoorlijn Mantes-la-Jolie - Cherbourg. Het station werd op 9 mei 1843 geopend bij de opening van de sectie tussen Colombes-Embranchement en Rouen.

## Werkzaamheden RER E
Het is de bedoeling dat de RER E naar Mantes-la-Jolie wordt verlengd, zoals in de oorspronkelijke plannen ook was bedoeld. Om dit mogelijk te maken is de aanleg van een tunnel van ongeveer 8 kilometer nodig tussen Haussmann Saint-Lazare en La Défense. Na het verlaten van de tunnel sluit de lijn op Transilien lijn J aan en gaat de lijn over de zuidoever van de Seine verder via Poissy. De lijn biedt na de verlenging een alternatief voor de RER A, die met hoge reizigersaantallen kampt.

## Treindienst
| Serie   | Treinsoort        | Route | Bijzonderheden |
| ------- | ----------------- | --- | -------------- |
| C 1     | TER (SNCF)        | Paris-Saint-Lazare – Mantes-la-Jolie – Vernon - Giverny – Rouen-Rive-Droite |                |
| Trans J | Transilien (SNCF) | Paris Saint-Lazare – [ Argenteuil – [ Ermont - Eaubonne ] / [ Cormeilles-en-Parisis – Conflans-Sainte-Honorine – [ Pontoise – Boissy-l'Aillerie – Gisors ] / [ Mantes-la-Jolie ] ] ] / [ Les Mureaux – Mantes-la-Jolie – Vernon - Giverny ] |                |
| Trans N | Transilien (SNCF) | Paris Montparnasse – Viroflay-Rive-Gauche – Versailles-Chantiers – Saint-Cyr – [ Saint-Quentin-en-Yvelines – Rambouillet ] / [ Plaisir - Grignon – [ Dreux ] / [ Épône - Mézières – Mantes-la-Jolie ] ]                                     |                |

Het station is een van de grootste stations in de agglomeratie van Parijs, waar verschillende treinen stoppen:
- de TGV tussen Le Havre en Marseille
- de treinen van Intercités tussen Paris Saint-Lazare en Le Havre
- de treinen van de TER Haute-Normandie over de route Paris Saint-Lazare - Mantes-la-Jolie - Vernon - Giverny - Rouen-Rive-Droite
- de TER Haute-Normandie over de route Paris Saint-Lazare - Mantes-la-Jolie - Évreux-Normandie - Serquigny
- treinen van Transilien lijn J:
  - van Paris Saint-Lazare over de noordoever van de Seine naar Mantes-la-Jolie via Conflans-Sainte-Honorine
  - van Paris Saint-Lazare over de zuidoever van de Seine naar Mantes-la-Jolie via Poissy
  - van Paris Saint-Lazare naar Vernon - Giverny, non-stop van Paris Saint-Lazare naar Mantes-la-Jolie, via Poissy over de zuidoever van de Seine
- treinen van Transilien lijn N tussen Paris-Montparnasse en Mantes-la-Jolie

De treinen van de Intercités van Paris Saint-Lazare naar Cherbourg doen wegens tijdtekort het station niet aan.

## Transilien
| Richting         | Vorig station   | Lijn    | Volgend station    | Richting                                        |
| ---------------- | --------------- | ------- | ------------------ | ----------------------------------------------- |
| Eindpunt         | eindpunt        | Trans J | Mantes-Station     | Paris Saint-Lazare via Conflans-Sainte-Honorine |
| Eindpunt         | eindpunt        | Trans J | Mantes-Station     | Paris Saint-Lazare via Poissy                   |
| Vernon - Giverny | Rosny-sur-Seine | Trans J | Paris Saint-Lazare | Paris Saint-Lazare via Poissy                   |
| Eindpunt         | eindpunt        | Trans N | Épône - Mézières   | Paris-Montparnasse                              |